# Левина варта
«Левина варта» (англ. The Lion Guard) — американський анімаційний серіал режисера Форда Райлі, заснований на фільмах трилогії «Король Лев». Серіал є мідквелом до фільму «Король Лев 2: Гордість Сімби», розповідаючи про життя савани в проміжку між першою зустріччю Кіари з Кову і її першим полюванням.
Відчиняє серіал годинний фільм «Левина варта: Герої савани» (англ. The Lion Guard: Return of the Roar), екранізований 22 листопада 2015 року в США на телеканалі Disney Junior і в Канаді на Disney Channel. У січні почався показ серіалу. У березні 2016 року було оголошено, що мультсеріал продовжений на другий сезон. У лютому 2019 року мультсеріал був продовжений на третій фінальний сезон, який транслювався із серпня до листопада 2019 року.

## Огляд
Серіал «Левина варта» розповідає про пригоди левеняти Кайона — сина Сімби і Нали, молодшого брата Кіари. Одного разу юний принц відкриває в собі здатність використовувати гарчання Предків — особливо гучне гарчання, підтримуване духами предків і здатне знести цілий гай. Пізніше левеня дізнається, що йому судилося стати лідером Левиної варти (саме за цим, в українському дубляжі така назва) — елітної команди левів, в яку входять хоробрий, найшвидший, найдужчий і гострозорий лев в савані, призначеної охороняти Великий Коло Життя на Землях Прайда, а очолює цю команду найгрізніший лев — що володіє гарчанням Предків. Відродивши Левину варту, Кайон вчиться бути гідним лідером в ній, освоює командний дух, а також усвідомлює, наскільки важливо дбати про своїх близьких, цінувати дружбу, поважати старших і, звичайно, завжди вірити в свої сили.
Крім того, «Левина варта» має загальні деталі з мультфільмами серії «Король Лев», доповнюючи і виправляючи деякі недомовленості, не враховані творцями при створенні самих мультфільмів (так, було уточнено, чому з Земель Прайда була вигнана Зіра, головна антагоністка «Короля Лева 2», хто батько королеви Нали, і т. д.). Також особливості сюжетів деяких окремих епізодів серіалу дають деякі відсилання на сюжети мультфільмів.

## Сюжет
Рано вранці король Сімба дає ранковий урок своїй дочці Кіарі, яка в майбутньому готується стати королевою Земель Прайда. Раптово розмова про майбутнє принцеси перериває Кайон — безтурботний молодший брат Кіарі. Пустуючи, Кайон і його друг медоїд Банга виявляються у каньйону на кордоні Земель Прайда і Чужеземля, де мешкає клан злісних гієн на чолі з Джанджою. Кайон спробував зупинити Бангу, який бажає забрати плід баобаба, що впав вниз, але Банга, в силу свого безстрашності, все одно спускається вниз. Там безстрашного медоїда зловили гієни. Розгніваний їх нахабством, Кайон загарчав, але так голосно, що здивувався сам. Гієни злякалися і втекли геть.
Дуже гучне гарчання левеняти чули не тільки здивовані Кайон, Банга і гієни. На Скелі Предків король Сімба, королева Налу і шаман Рафікі також чули і спостерігали за всім. Рафікі сказав Сімбі, що Кайон готовий до нової обов'язки — бути ватажком нової Левиної варти — елітної команди, в яку входять найшвидший, хоробрий, сильний і самий гострозорий лев савани, а за традицією очолює цю команду друга дитина королівської сім'ї, найгрізніший — той, який володіє гарчанням Предків. Король і розповів про це синові.
Кайон через якийсь час став проводити збір гвардійців для Левиної варти. Першим запрошеним в неї зберігачем став кращий друг левеняти Банга (за бажанням, до речі, самого Банги). Крім Банги, принц також запросив гепарда Фулі, чаплю Оно і бегемота Бешті. Оно і Бешті спочатку хотіли погодитися на запрошення, проте Фулі засумнівалася в його здібностях, і інші теж не повірили. Тоді принц вирішив сам довести це, застосувавши Рик Предків на ділі. Але пробна демонстрація рику виявилася вельми невдалою: замість гарчання друзі почули лише жалюгідний писк. В цей час до Кайона підійшов король Сімба — він обурений тим, що замість того щоб вибрати кращих в Варту, син «заради гри» запрошує друзів. Кайон зрозумів, що зробив помилку, запросивши представників різних видів тварин, адже Левина варта може складатися тільки з левів.
Кайон в розпачі. Він залишається на самоті і розмірковує над тим, як йому бути далі; мало того, що запросив друзів у Левину варту, досить серйозну роботу, що вимагає відповідальності і сумлінності, так ще й зганьбився перед усіма писком, що прозвучали замість рику. До розладнаного левиняти приходить привид Муфаси, дідуся Кайона і мудрого правителя Земель Прайда. Дух померлого короля пояснює Кайону його призначення — стати новим ватажком для нової Левиної варти, але принц вважає, що не готовий до такої відповідальності. Більш того, він не хоче стати таким же жорстоким і егоїстичним ватажком, яким був його двоюрідний дід Шрам свого часу. Муфаса, вислухавши онука, сказав, щоб він не турбувався ні про що і Ревіння прийде, коли це буде потрібно. Кайон підбадьорився і твердо вирішив стати новим лідером Варти: він знав, що тепер він готовий до цього.
Тим часом, Джанджа і його гієни теж дізналися про Левину варту і, поки вона не сформувалася, задумали план по безжалісного винищення травоїдних на Землях Прайда, тим самим поставивши під загрозу баланс Кола Життя. Побачивши наздогналих Кайона і Бангу, Оно, Бешти і Фулі розповіли йому про виконуючого плані гієн. Тоді принц вирішується повторно запросити обраних раніше планованих учасників Охорони. Банга, Фулі, Бешти і оно погоджуються. Тепер час першої місії для зберігачів нової Левиної Охорони. Команда, діючи дружно і спільно, успішно завершує першу мету. Але тут же нова проблема: налякане гієнами стадо антилоп мчить прямо на принцесу Кіарі, яка поранена в лапу і не зможе самостійно врятуватися; з цією метою команда так само успішно впоралася. Спостерігав за старанною роботою Кайон і його друзів-охоронців, король Сімба нарешті довіряє синові настільки відповідальне завдання бути главою Левиної варти і захищати Коло Життя.

## Персонажі

### Левина варта
Левина варта (Lion Guard) — елітна команда, що складається з самого грізного, самого хороброго, найшвидшого, самого сильного і самого гострозорий левів у савані, покликана захищати Велике Коло Життя на Землях Прайда. Члени Левиної варти відзначаються особливим знаком на плечі у вигляді голови лева що гарчить.
Згідно передісторії з пілотного епізоду мультсеріалу, минулим лідером такого загону був Шрам. У нього теж був дар гарчання Предків, і, сп'янілий своєю силою, Шрам просить своїх підлеглих левів-вартових допомогти йому в поваленні Муфаси, царюючого короля Прайда і свого старшого брата. Однак загін Шрама відмовився разом з лідером скоїти вбивство короля, і розлючений Шрам вбив свій загін риком Предків… але, використавши покоління було в ім'я зла, лев назавжди позбувся його, а значить і могутньої сили.
Левина варта Кайона, всупереч традиціям збирати в загін виключно представників лев'ячого сімейства, складається з представників різних видів тварин. Девіз Варти Кайона: «Щоб жили наші землі — Вартові не дрімають!» (англ. 'Til the Pridelands' end, Lion Guard defend!).
| Ім'я  | Тварина          | Опис персонажа | Ориг. озвучування |
| ----- | ---------------- | --- | ----------------- |
| Кайон | Лев              | Дитинча, син Сімби і Нали, молодший брат Кіари. Ватажок Левиної варти, а також — найгрізніший мешканець савани. Спочатку показаний як досить рухливий левеня, люблячий грати в баобабол з Бангі, проте після відродження Варти він став більш відповідальним. У промові часто використовує фразу «Небо савани!». Також Кайон володіє гарчанням Предків, що і робить його найпотужним на савані.                             | Макс Чарлз        |
| Банґа | медоїд           | Найкращий друг левеняти Кайона, пізніше — складається в загоні виної як хоробрий мешканець савани (проте деякі — наприклад, Кіара і її подруги-левиці, — характеризують хоробрість медоеда як межує з божевіллям). Сам Банга дотримується особливої філософії «Zuka-Zama» (на суахілі: «Стрибай і пірнай без страху»), що закликає до активного і безстрашному способу життя. Також він — названий племінник Тімона і Пумба | Джошуа Раш        |
| Фулі  | Гепард           | Учасник Левиної варти як найшвидший мешканець савани. Єдина представниця жіночої статі в загоні, а також — із запрошених в Левову варту, хто засумнівався в правах Кайон очолювати таку. Часто використовує вигук «'Не наздоженеш!», коли бігає на максимальній швидкості. Трохи норовлива і незалежна, часто проявляє натуру мисливця-одинака, але все ж вміє працювати в команді.                                         | Даймонд Уайт      |
| Оно   | Єгипетська чапля | Член Левиної варти як самий пильний житель савани. Має здатність бачити на великій відстані і є «очима» Охорони, допомагаючи знайти важливі деталі і оцінюючи обстановку. Він часто вигукує «Тривога!», коли бачить щось погане. Крім того, що Оно займає в Охороні позицію самого пильного, він часто показує себе як інтелектуал.                                                                                         | Аттікус Шаффер    |
| Бешті | бегемот          | Член Левиної варти як найсильніший мешканець савани. Його вигук — «Twende Kiboko!» (суах. «Вперед, бегемот!»). За характером Бешті — доброзичливий і товариський бегемот-підліток, він знає всіх жителів савани по іменах. | Дусан Браун       |

### Персонажі трилогії «Король Лев»
- Сімба (озвучений Робом Лоу[2]) — Король-Лев, батько Кіари і Кайона.
- Налу (озвучена Габріель Юніон[2]) — королева прайду, мати Кіари і Кайона.
- Кіара (озвучена Іден Ригель) — левиця-підліток, принцеса прайду, дочка Сімби і Нали, старша сестра Кайон. Є першим спадкоємцем як старша дитина.
- Тімон (озвучений Кевіном Шоном) — сурікат, названий дядько Банги.
- Пумба (озвучений Ерні Сабелла[2]) — бородавочник, названий дядько Банги.
- Рафікі (озвучений Харі Пейтон) — мандрил, шаман при Скелі Прайда.
- Зазу (озвучений Джеффом Беннеттом) — птах-носоріг, мажордом при Королі Сімбі.
- Муфаса (озвучений Джеймсом Ерлом Джонсом в пілотному епізоді[2], Гері Ентоні — в серіалі) — привид, батько Сімби, свекор Нали і дід Кіари і Кайона. Колишній Король-Лев. Постає перед Кайон в моменти його сумнівів і допомагає онукові порадами.
- Вигнанці — група левів, які колись були вигнані Сімбою з королівства в Чужеземля. Їм був присвячений єдиний епізод мультсеріалу — «Леви Чужеземля».
  - Зіра (озвучена Нікою Фаттерман) — ватажок відщепенців. Жадаючи помсти Сімбі за вигнання, хотіла вбити Кайона, щоб налякати жителів Земель прайду.
  - Нука (озвучений Енді Дикому) — молодий лев, старший син Зіри.
  - Кову (озвучений Джейсоном Марсденом) — лев-підліток, молодший син Зіри, обранець Шрама як спадкоємця.
  - Вітані (озвучена Лейсі Шебер) — левиця-підліток, дочка Зіри і сестра Нуки і Кову. Після смерті Зіри очолила нову Левину варту.
- Шрам (озвучений Девідом Ойелоуо) — минулий правитель Земель Прайда, відомий своїми деспотичними порядками; віроломний дядько Сімби і двоюрідний дід Кайон і Кіарі, а також — колишній ватажок власної Левиної Охорони. Він воскрес бандою гієн на чолі з Джанджей і коброю Ушарів. Будучи воскрес в обличчя привида, Шрам бажає будь-що-будь порушити мир і порядок, що панує на Землях Прайда, використовуючи при цьому Джанджу і його гієн як поплічників.

Тільки Пумба і Муфаса були озвучені тими ж акторами, що і в «Королі Леві». Роб Лоу і Кевін Шон, що озвучують Сімбу і Тимона відповідно, раніше озвучували своїх персонажів в серіалі "Тімон і Пумба". Енді Дік, Джейсон Мерсден і Лейсі Шебер повторили свої ролі з другого фільму.

### Інші персонажі
- Зурі (озвучена Медісон Петтіс) — левеня-дівчинка, подруга Кіари. Манірна модниця.
- Тифу (озвучена Сарою Хайленд) — левеня-дівчинка, подруга Кіари.
- Джазірі (озвучена Майєю Мітчелл[5]) — гієна, знайома Кайона. На відміну від банди Джанджі, добре ладнає з Кайоном і слід Великому Колу Життя.
- Макін — мавпочка-учениця Рафіка, в майбутньому стане королівської маджузі (радником майбутньої королеви земель прайду Кіарі). Допомагає зберігачам.
- Ушаров (озвучений Крістіаном Слейтером) — єгипетська кобра, з яким Банга погано ладнає.
- Пуа (озвучений Джеральдом Ріверсом) — попередній ватажок крокодилів.
- Басі (озвучений Кевіном Майклом Річардсон) — батько Бешті і ватажок бегемотів.
- Зурстон/Терстон — (озвучений Кевіном Шоном) — ватажок однієї з стад зебр Земель Прайда. Дуже легковажний і боягузливий.
- Старший бабуїн — ватажок бабуїнів.
- Мбея (озвучений Хауи Паркінсом) — чорний носоріг, старий і мудрий житель савани.
- Шинго (озвучений Філом Ламарра) — жираф масаї.
- Ма Тембо (озвучена Лінетт Дюпре) — слон саванний, дочка Амініфу.
- Твіґа (озвучена Алекс кантану) — жираф — співачка на святі Купатани.
- Мбуни (озвучена Карі Уолгрен) — життєрадісна самка страуса.
- Муханга (озвучена Руссі Тейлор) — самка трубкозуба, дружина Мухангуса.
- Мухангус (озвучений Харі Пейтон) — самець трубкозуба, чоловік Мухангі.
- Матото (озвучений Джастіном Фелбінгером) — слоненя, шанувальник Бешті.
- Камбуні (озвучена МакКін Грейс) — пташеня страуса.
- Шаукі (озвучений Джейкобом Гюнтером) — щеня смугастого мангуста.
- Кват (озвучений Лайонсом Люком Маттіасом) — лоша зебри.
- Гумба (озвучений Джакезом Своніганом) — юний павіан анубіс.
- Тама (озвучений Сиджу Бірнсом) — траурний дронго, майстерно наслідує голосам інших істот.
- Мухіму (озвучена Карі Уолгрен) — глава однієї з стад зебр Земель Прайда. Подруга звалити. Стала матір'ю в серії «Велике переселення».
- Звала (озвучена Туніс Хардисон) — глава однієї з стад газелей Томпсона. Подруга Мухіму.
- Аджаб (озвучений Роном Фанчесом) — окапі, який прибув з інших країв за межами Земель Прайда.
- Земляні вовки — їх Хранителі випадково прийняли через гієн і прогнали в Чужеземля.
  - Мджомба (озвучений Чарлі Адлером) — ватажок.
  - Огопого (озвучена Маріво Херінгтона) — земляна вовчиця.
  - Хайя (озвучений Огі Бенксі) — земляний вовк.
- Лайн (озвучена Меган Стрендж) — галаго.
- Баділі (озвучений Джеком Макбрайером) — полохливий африканський леопард з лісу Міхірі.
- Вуруга Вуруга (озвучена Вірджинією Уотсон) — африканський буйвол.
- Юний носоріг (озвучений Карі Уолгрен) — дитинча чорного носорога.
- Клан Джазірві — клан доброзичливих гієн на чолі з Джазірі. За проходження Кругу Життя клан Джазіри ненавидять клан Джанджі, що взаємно з боку перших за їх ненависть до оному.
  - Мадоу (озвучена Мейзі Кломпус) — старша сестра Джазірі.
  - Туну — дитинча гієни, братик Знаємо.
  - Вема — дитинча гієни, сестричка Туну.
- Гірські горили :
  - Сокве (озвучений Джоном Ріс-Девісом) — король гірських горил.
  - Маджінуні (озвучений Деном Хауеллом) — принц горил, брат Хафіфу.
  - Хафіфу (озвучений Філом Лестером) — принц горил, брат Маджінуні.
- Хадіта (озвучений Джоном О'Харлі) — бойовий орел, кумир Оно.
- Зито (озвучений Ніком Уоттом) — старий слон саванний.
- Бупу (озвучений Майклом Дорном) — ватажок стада чорних антилоп. Дуже впертий і неотступен в своїх твердженнях.
- Бобока (озвучена Ерікою Лутрелл) — антилопа з стада БУПУ.
- Кіфару (озвучений Моріс Ламарш) — сліпий північний білий носоріг.
- Мвензі (озвучений Рисом Дарбі) — буйволової шпак, один носорога кіфари.

### Антагоністи
- Гієни Чужеземля — фактично центральні антагоністи мультсеріалу. З ними Левина варьа зустрічається і бореться частіше, ніж з іншими злодіями.
  - Джанджа (озвучений Ендрю Кісін) — ватажок зграї. У пілотному фільмі було показано, що в його банді є щонайменше 7 гієн.
  - Чізі (озвучений Варгусом Масоном) — перший підручний Джанджі. Схожий на Еда з «Короля Лева», але кмітливий і не настільки божевільний.
  - Чунгу (озвучений Кевіном Шоном) — другий підручний Джанджі.
  - Нне (озвучений Бо Блеком) — гієна, член банди Джанджі.
  - Тано (озвучений Ді Бредлі Бейкер) — гієна, член банди Джанджі.
- Мзінго (озвучений Грегом Еллісом) — гриф, союзник Джанджі, його очі і вуха в савані.
- Маку (озвучений Блейр Андервурдом[5]) — лідер крокодилів. Відмовляється підкорятися будь-чиїм наказам і ігнорує Коло Життя. Пізніше налагоджує відносини з іншими ватажками Земель прайду.
- Рейрей (озвучена Аною Гастейер) — Шакал Чепрачний — самка, що прийшла з чоловіком і дітьми в Землі Прайда під час святкування Купатани.
- Ґойґой (озвучений Філом Ламарра) — Шакал Чепрачний, чоловік Рейрей.
- Макуча (озвучений Стівом Блумом) — африканський леопард, що полює на окапі Аджабію.
- Мапігано (озвучений Хорхе Діасом) — африканський леопард з лісу Міріхі, з поганим характером.

## Виробництво
Вперше про The Lion Guard студія Disney розповіла 9 червня 2014 року. Президент Disney Роберт Айгер доручив головному менеджеру Disney Channel Ненсі Кантер розглянути питання про створення контенту на честь 20-річчя «Короля Лева». Тоді ж були показані перші кадри картини і розказано, що ранні кадри серіалу були показані дітям. Вони, за словами Кантер, допомагали вирішити, як реалізовувати гієн. На виставці D23 Expo в 2015 році були вперше показані кадри відкриває фільму.
У мультфільм часто вводяться корективи фахівцями з твариною з парку «Тваринний світ Дісней», також творці намагаються удосконалювати анімацію. Крім працівників парку над серіями працюють суахілі-експерти, зірковий склад акторів озвучування. У кожній серії є пісні, тому музиці і пісням приділяється особлива увага. За допомогою пісень серія тримає дитячу аудиторію, адже формат серії більше ніж стандартна серія дошкільного серіалу.

### Анімація
Мультфільм створений в 2D, але, на відміну від «Короля Лева», традиційна мальована анімація була використана, поступившись комп'ютерної техніки малювання, за допомогою програм і графічних редакторів. Деякі ракурси Скелі Прайда були зроблені в 3D. Фони детально опрацьовані, і відрізняються яскравістю, одні і ті ж фони кілька разів застосовувалися в деяких сценах в серіях. Концепт-арти були зроблені в традиційній техніці, на папері, але деякі концепти і малюнки-розкадровки були створені на комп'ютері. Спецефекти в мультфільмі розроблялися окремо (як, наприклад, гарчали голови левів з хмар: цю анімацію застосовують в різних сценах серії, змінюючи лише фони і масштаб хмар). Ходіння персонажів була змодельована програмно, тому не у всіх сценах ходьба відповідає рельєфу місцевості на задньому тлі. У серії «Свято Купатани» у Гойгоя зникло тіло і ніс — шари були відключені в анімації. Також в різних кадрах змінюються масштаби персонажів.
Проте, анімація в «Левиній варті» якісніше, ніж в «Тімон і Пумба»: у неї більше фаз, персонажі і фони більш чіткі і детально промальовані, у персонажів є тіні. Анатомія максимально спрощена для серіалу. На виставці D28 було представлено перше відео і концепти до серіалу, на одному з концептів анатомія Сімби більш опрацьована, але його кольору були переплутані.

## Список серій
| Сезон | Сезон | Кількість серій | Період мовлення   | Період мовлення |
| Сезон | Сезон | Кількість серій | США               | США             |
| Сезон | Сезон | Кількість серій | Прем'єра          | Фінал           |
| ----- | ----- | --------------- | ----------------- | --------------- |
|       | 1     | 28              | 22 листопада 2015 | 21 квітня 2017  |
|       | 2     | 30              | 7 липня 2017      | 22 квітня 2019  |

## Спін-оф
Прем'єра анімаційного мінісеріала-спін-оф «It's UnBungalievable» з медоїдом Бангою і чаплею Оно в головній ролі відбулася на Disney Junior і Disney Nature 9 січня 2016 року. У цьому міні-серіалі Банга і Оно вибирають двох тварин для участі в змаганнях, таких як «Хто швидше?», «Хто могутніше?», «Хто голодніше?» і т. д. Серіал відрізняється від мальованого тим, що в ньому багато кадрів зі зйомок зі спостережень за справжніми тваринами, надані каналом Disney Nature.
1. «Хто швидше?» (Who's Quicker?)
2. «Хто могутніше?» (Who's Mightier?)
3. «У кого краще зачіска?» (Who Has Better Hair?)
4. «Хто голодніше?» (Who's Hungrier?)
5. «Хто найкраща няня?» (Who's the Better Babysitter?)
6. «Хто миліше?» (Who's Cuter?)
7. «Хто дурніший?» (Who's Sillier?)
8. «Хто голосніше?» (Who's Louder?)
9. «Хто розумніший?» (Who's Brainier?)
10. «Хто краще літає?» (Who's a Better Flyer?)

## Саундтрек
25 листопада 2015 року, разом з кліпом на пісню з титрів до серії «Герої савани», Disney опублікувала посилання на попереднє замовлення OST до серіалу в iTunes і Google Play, який сплив 8 січня 2016 року. 
| The Lion Guard (Music from the TV Series) | The Lion Guard (Music from the TV Series)  | The Lion Guard (Music from the TV Series) | The Lion Guard (Music from the TV Series) |
| #                                         | Назва                                      | Автор                                     | Тривалість                                |
| ----------------------------------------- | ------------------------------------------ | ----------------------------------------- | ----------------------------------------- |
| 1.                                        | «Call of the Guard (The Lion Guard Theme)» | The Lion Guard Chorus                     | 1:03                                      |
| 2.                                        | «A Beautiful Day (Ni Siku Nzuri)»          | Beau Black                                | 2:16                                      |
| 3.                                        | «Zuka Zama»                                | Bunga                                     | 1:57                                      |
| 4.                                        | «Tonight We Strike»                        | Janja, Mzingo & Hyenas                    | 1:56                                      |
| 5.                                        | «Kion's Lament»                            | Kion                                      | 3:24                                      |
| 6.                                        | «Here Comes the Lion Guard»                | Beau Black                                | 2:28                                      |
| 7.                                        | «We're the Same (Sisi Ni Sawa)»            | Kion & Jasiri                             | 2:33                                      |
| 8.                                        | «Outta the Way»                            | Janja, Cheezi & Chungu                    | 2:00                                      |
| 9.                                        | «Duties of the King»                       | Simba & ZaZu                              | 2:01                                      |
| 10.                                       | «Bunga the Wise»                           | Timon, Pumbaa & Bunga                     | 1:41                                      |
| 11.                                       | «My Own Way»                               | FuLi                                      | 2:18                                      |
| 12.                                       | «Jackal Style»                             | Rairai                                    | 2:10                                      |
| 13.                                       | «Panic and Run»                            | Hyenas                                    | 1:34                                      |
| 14.                                       | «It Is Time»                               | Beau Black                                | 3:01                                      |
| 15.                                       | «Call of the Guard (Full Version)»         | The Lion Guard Chorus                     | 4:21                                      |
| 34:43                                     |                                            |                                           |                                           |